# Iomys
Iomys is een geslacht van zoogdieren uit de familie van de eekhoorns (Sciuridae). De wetenschappelijke naam van het geslacht werd in 1908 gepubliceerd door Oldfield Thomas.

## Soorten
Er worden 2 soorten in dit geslacht geplaatst:
- Iomys horsfieldii (Waterhouse, 1838)
- Iomys sipora Chasen & Kloss, 1928